# The Standard (Hong Kong)
The Standard (in cinese: 英文虎報S) è un quotidiano gratuito hongkonghese, fondato il 1949 da Aw Boon Haw con il nome di Hong Kong Standard. Successivamente il nome è stato cambiato in HKiMail con il boom dell'internet; la denominazione attuale è in vigore dal 2001.